# Mattia Desilvestro
Mattia Desilvestro (Cavalese, 7 febbraio 1993) è un hockeista su slittino italiano.

## Biografia
Nato a Cavalese ma cresciuto a Pera di Fassa, è cresciuto nel settore giovanile dell'Hockey Club Fassa dove ha giocato fino all'Under 14. Dal 2008 è in sedia a rotelle per un incidente domestico, che gli ha causato una tetraplegia incompleta.
Nel 2010 inizia ad avvicinarsi all'hockey su slittino dopo aver visto in televisione i X Giochi Paralimpici Invernali. Dal 2012 gioca nei South Tyrol Eagles come portiere.
Nel 2018 conquista il premio di miglior portiere della Coppa Italia 2017-2018 di hockey su slittino. 
È inoltre collaboratore dell'Hockey Club Fassa dove, assieme a Giorgio Pedron (voce storica dell'hockey fassano), si occupa dei media della società hockeistica trentina.  

## Palmarès

### Hockey su slittino

#### Club
- Campionato italiano di hockey su slittino: 11

South-Tyrol Eagles: 2013-2014, 2014-2015, 2015-2016, 2016-2017, 2017-2018, 2018-2019, 2019-2020, 2021-2022, 2022-2023, 2023-2024, 2024-2025